# Дубков, Илья Андреевич
Илья Андреевич Дубков (Пустой шаблон {{ВД-Преамбула}} ) — российский хоккеист, нападающий, тренер.

## Биография
Воспитанник ЦСКА. В сезоне 1991/92 играл в клубе КФК «Алиса» Москва. В следующем сезоне выступал за ЦСКА-2, провёл три матча в МХЛ в составе ЦСКА. Четыре сезона отыграл в клубе ECHL «Роанок Экспресс». В сезоне 1996/97 также провёл три игры за «Хэмилтон Буллдогз» в АХЛ, 12 игр за ЦСКА и 7 — за ЦСКА-2. В сезонах 1997/98 — 1999/2000 выступал в чемпионате Дании за «Фредериксхавн Уайт Хокс», в последнем сезоне стал чемпионом Дании, лучшим бомбардиром чемпионата и самым ценным игроком лиги. Сезон 2000/01 начал в ХК ЦСКА, затем играл в итальянском «Реноне». Сезон 2001/02 провёл в «Фредериксхавн Уайт Хокс». Проведя в следующем сезоне 14 матчей за «Крылья Советов», вновь уехал за границу, где выступал за «Тронхейм» (Норвегия, 2002/03 — 2005/06), «Ольборг» (Дания, 2006/07), «Фредериксхавн Уайт Хокс» (2007/08 — 2008/09), «Русенборг» (2009/10 — 2013/14, капитан команды). В сезоне 2015/16 — в составе клуба 4 норвежского дивизиона «Раста».
Главный тренер молодёжной (2017/18, 2023/24) и главной (2018/19 — 2020/21) команды «Нидарос» Тронхейм.